# Heinrich von Blumenthal (général)
Ne doit pas être confondu avec Heinrich von Blumenthal (homme politique).
Pour les articles homonymes, voir Blumenthal.
Heinrich Karl Elie Blumenthal, depuis 1864 von Blumenthal (né le 9 juin 1815 à Oranienbourg et mort le 12 mai 1892 à Cassel) est un général d'infanterie prussien.

## Biographie

### Origine
Heinrich est le fils du maire et contribuable d'Oranienbourg, Friedrich Wilhelm Ferdinand Becker (mort en 1839) et de son épouse Julie Auguste, née Blumenthal (mort en 1865).

### Carrière militaire
Becker étudie au lycée de Joachimsthal et le lycée de Cölln à Berlin. Il démissionne ensuite le 8 octobre 1832 comme mousquetaire dans le 6e régiment d'infanterie de l'armée prussienne, devient sous-lieutenant surnuméraire le 28 septembre 1834 et est incorporé dans l'état le 17 mars 1835. À partir d'octobre 1837, il suit une formation de trois ans à l'école générale de guerre pendant trois ans à partir d'octobre 1837 et est ensuite commandé à la brigade d'artillerie de la Garde pendant un an. De la fin mai 1842 à la mi-mars 1845, il est affecté au service topographique de l'état-major. À partir de septembre 1845, Becker est adjudant et comptable du 2e bataillon du 6e régiment de Landwehr. À ce titre, il participe à la bataille de Xions en avril 1848 lors de la répression de l'insurrection dans le grand-duché de Posen. Le 28 novembre 1848, il est nommé adjudant du 5e brigade de Landwehr et le 1er juin 1849, il est commandé comme adjudant de la brigade mobile sous le commandement du général de division von Hobe (de). Ce commandement est suivi, le 20 novembre 1850, par celui d'adjudant de la 10e division mobile d'infanterie, avant que Becker ne retrouve son poste d'adjudant de la 5e brigade de Landwehr le 15 janvier 1851. Pendant une courte période, de début mai à mi-octobre 1852, il est adjudant de la 9e brigade d'infanterie à Francfort-sur-l'Oder. En tant que capitaine, il est ensuite chef de la 2e compagnie de son régiment d'origine. Promu major, Becker est nommé commandant du 2e bataillon du 20e régiment de Landwehr le 19 août 1858. Le 8 mai 1860, il est nommé chef de bataillon du 20e régiment d'infanterie combiné, qui devient le 1er juillet 1860 le 60e régiment d'infanterie (de). Il reçoit le commandement du 2e bataillon et, le 28 septembre 1861, l'autorisation d'adopter et de porter le nom de "Blumenthal".
En tant que lieutenant-colonel, il participe en 1864, pendant la guerre contre le Danemark, à la bataille de Missunde, à la prise de la redoute de Düppel et au passage à Als. En raison de sa "bravoure prouvée devant l'ennemi", il est élevé à la noblesse prussienne héréditaire et décoré à la mi-novembre 1864 avec l'ordre de l'Aigle rouge de 4e classe avec épées. Le 14 août 1865, Blumenthal est d'abord chargé de diriger le 3e régiment de grenadiers à Gumbinnen et le nomme le 3 avril 1866 commandant du régiment. En cette qualité, il est promu colonel et dirige son unité dans la guerre contre l'Autriche dans les batailles de Trautenau, Sadowa et Tobitschau. Pour son action, il reçoit le 20 septembre 1866 l'ordre de l'Aigle rouge de 3e classe avec épées et le 18 septembre 1869 l'ordre de la Couronne de 2e classe. À la veille de la guerre contre la France, Blumenthal est nommé commandant de la 35e brigade d'infanterie le 14 juillet 1870 et promu major général le 26 juillet 1870. Pendant la guerre, il participe aux batailles de Colombey, Saint-Privat, Noisseville, Orléans, Beaugency, Le Mans et au siège de Metz. En plus des deux classes de la Croix de fer, Blumenthal est décoré de l'ordre Pour le Mérite le 18 janvier 1871, jour de la proclamation de l'Empire allemand (de) à Versailles.
Après la guerre, Blumenthal est d'abord chargé le 18 janvier 1874 du commandement de la 22e division d'infanterie, puis nomme commandant de cette division le 12 septembre 1874 et promu lieutenant-général le 19 septembre 1874. Dans cette position, il est décoré de la croix du Mérite militaire de Waldeck (de) de 1re classe, de l'ordre de l'Aigle rouge de 1re classe avec feuilles de chêne et épées sur l'anneau ainsi que Grand-croix de l'ordre du Faucon blanc. Avec l'attribution du caractère de General der Infanterie, Blumenthal est mis à la retraite le 15 septembre 1881.
Il est mort le 12 mai 1892 à Cassel.
Dans la justification de l'attribution de l'ordre Pour le Mérite, le lieutenant-général Karl von Wrangel écrit : « Le général von Blumenthal a une fois de plus montré son sang-froid et sa perspective militaire correcte dans la direction de sa brigade lors des batailles des 3 et 4 décembre 1870. Par son action directe, la brillante prise du village de Cercottes par le 9e bataillon de chasseurs à pied (de) et le 36e régiment au bon moment et avec un grand succès. "

### Famille
Blumenthal se marie le 13 novembre 1845 à Glogau avec Marie baronne von Seydlitz-Kurzbach (1823–1896). De ce mariage naît le major prussien Heinrich von Blumenthal (1846-1899), qui est d'abord marié avec Eugénie Greiner (1845-1875) et après sa mort avec Maja Otten (née en 1854).